# Kasteel van Lunéville

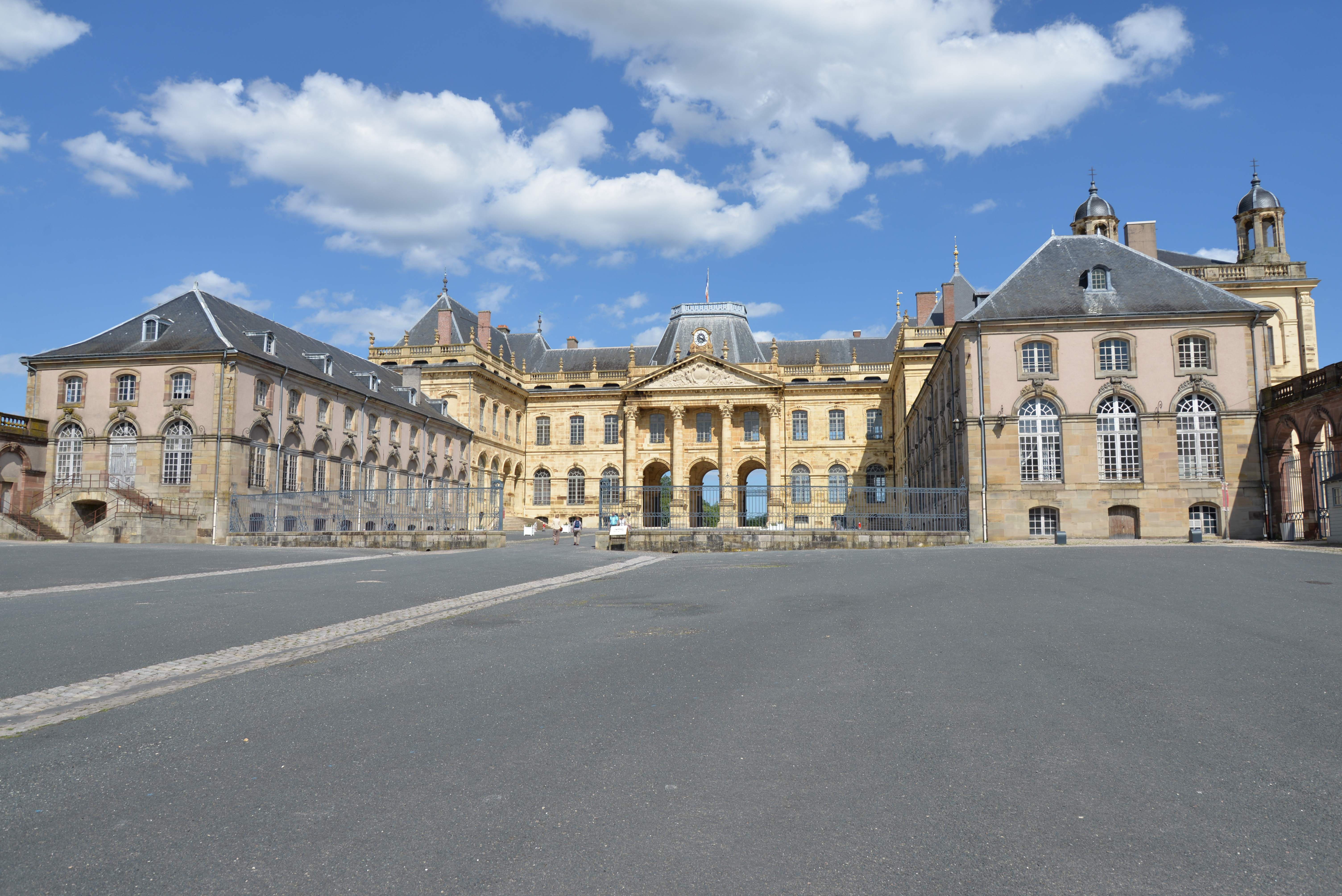
Het Kasteel van Lunéville

Het Kasteel van Lunéville (Frans: Château de Lunéville) is een paleis dat sinds de dertiende eeuw aan de hertogen van Lotharingen toebehoorde. Het ligt pal in het oude centrum van het Franse stadje Lunéville, in het departement Meurthe-et-Moselle in Lotharingen. Bij het kasteel hoort een park met een Franse tuin.
Hertog Leopold, die niet tevreden was met zijn Hertogelijk Paleis in Nancy, liet het tussen 1703 en 1723 herbouwen naar bouwplannen van het Kasteel van Versailles en noemde het dan ook zijn Klein Lorreins Versailles. De laatste hertog van Lotharingen, Stanislaus I Leszczyński, stierf er in 1766 aan verwondingen die hij bij een brand in zijn kamer opliep.
Op 9 februari 1801 werd hier de Vrede van Lunéville getekend tussen Oostenrijk en de Franse republiek.
In 1901 werd het paleis bestempeld als monument en tegenwoordig worden de prinselijke appartementen beheerd door het Franse ministerie van Defensie. De rest van het pand valt onder de verantwoordelijkheid van het Conseil Général de Meurthe-et-Moselle.
In de nacht van 2 op 3 januari 2003 brak een brand uit, die een groot gedeelte van het kasteel in de as legde. De brandschade is hersteld.

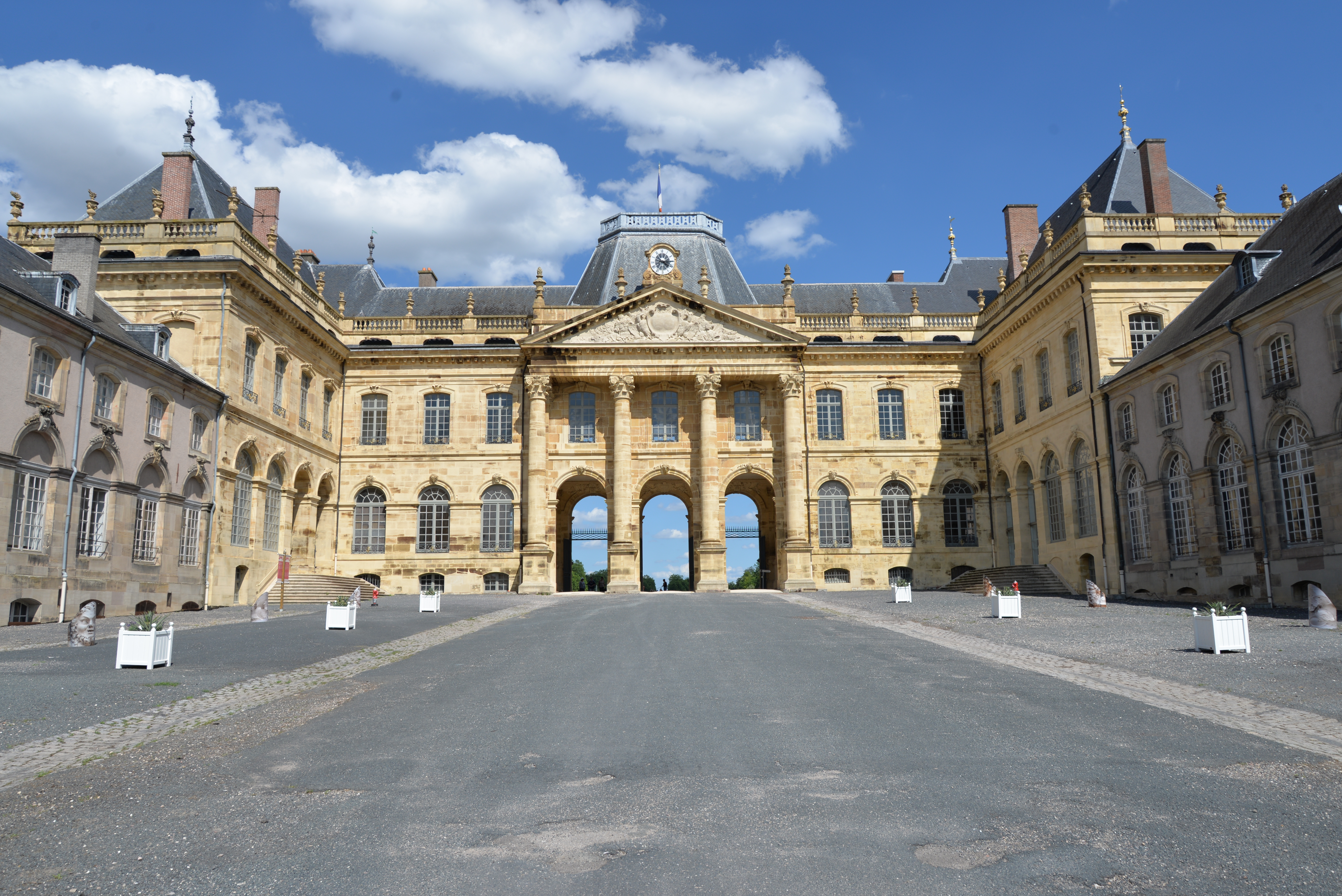
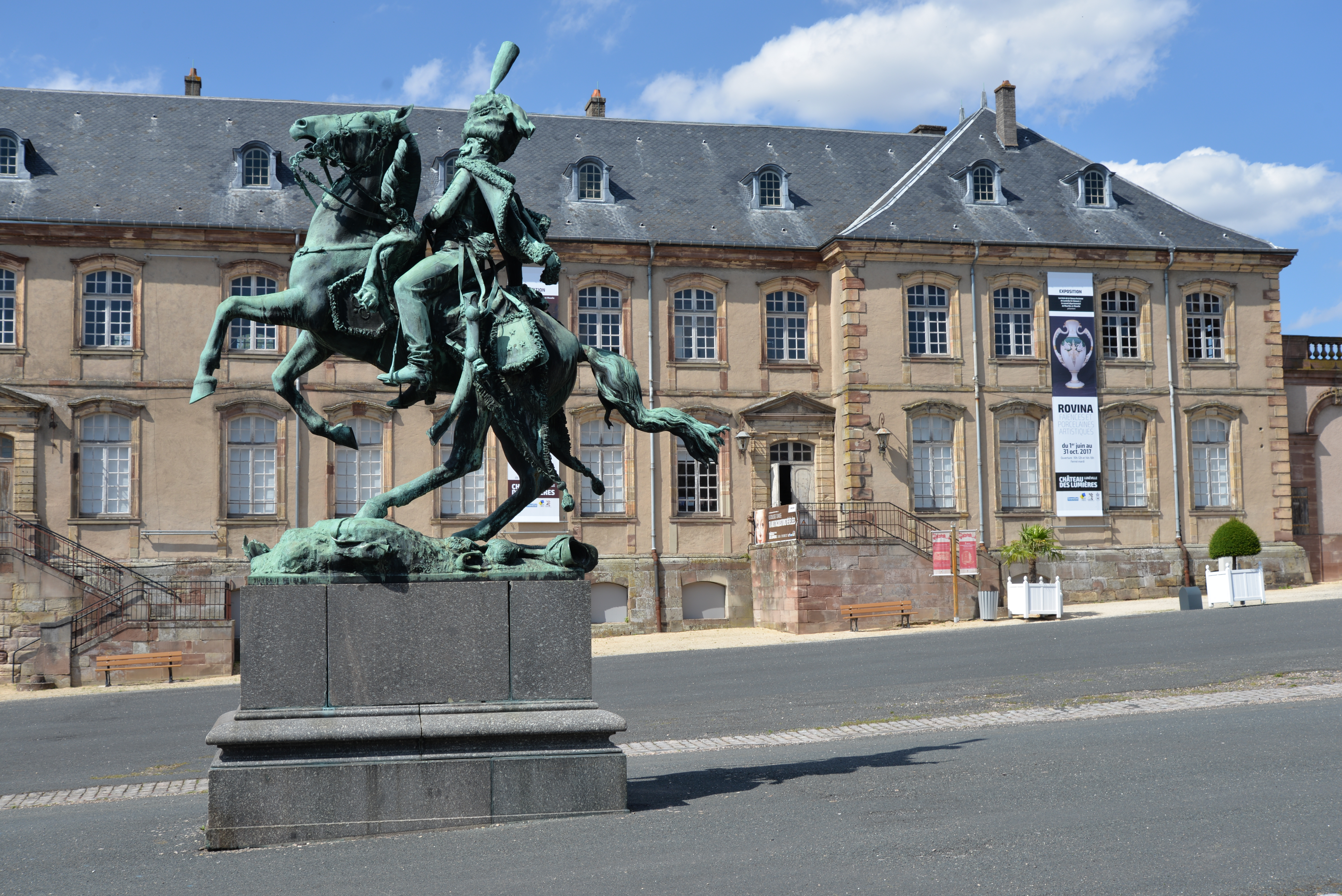
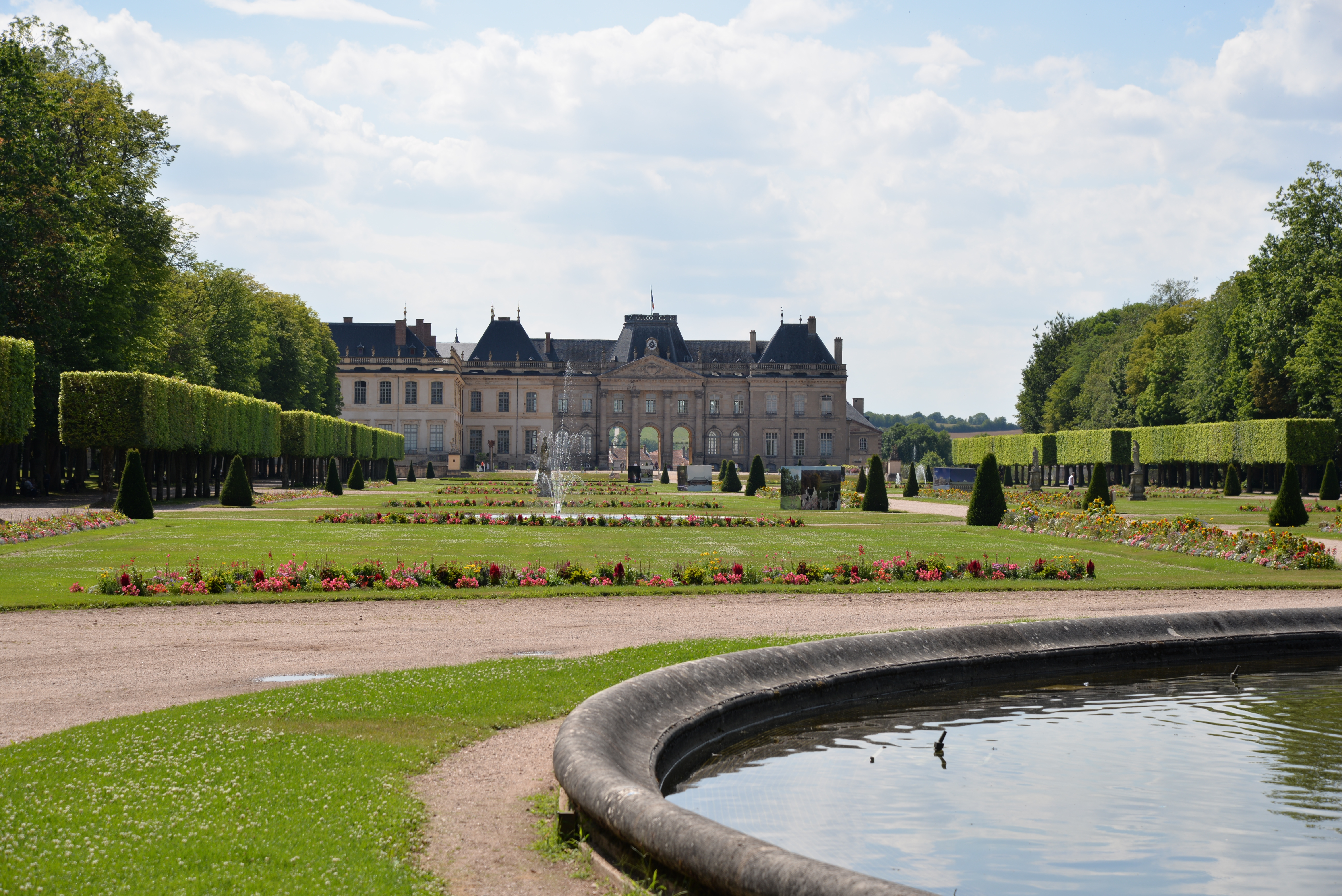